# Karl Ratzer

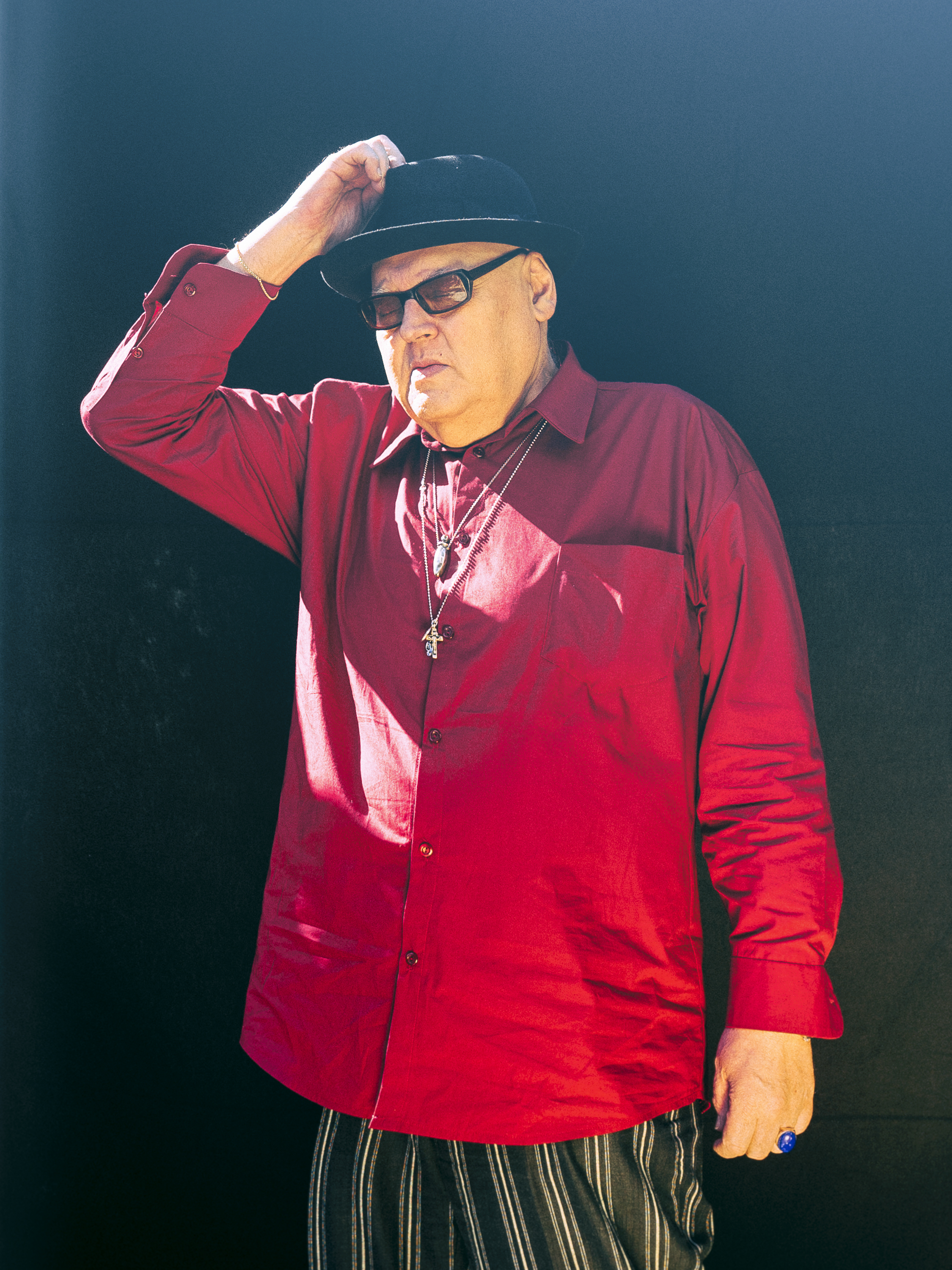
Karl Ratzer (2018)

Karl Ratzer (* 4. Juli 1950 in Wien) ist ein österreichischer Jazzgitarrist, Sänger und Komponist. Sein Vater ist der bekannte Künstler und Porajmosüberlebende aus der Volksgruppe der Roma Karl Stojka.

## Leben und Wirken
Als Kind zweier KZ-Überlebender in Wien geboren, erlernte Ratzer autodidaktisch das Gitarrespiel. Ab seinem 12. Lebensjahr stand er auf der Bühne – wichtige Lehrjahre, in denen Ratzer zu einem der bekanntesten Rockgitarristen im deutschsprachigen Raum aufstieg. Zunächst Gitarrist bei den Teenbeats und den Slaves, gründete Ratzer 1967 seine erste eigene Formation The Charles Ryder Corporation (bis 1968). Es folgten C-Department (1969–71) und Gipsy Love (1971–72). 1971 verfassten Karl Ratzer und Peter Wolf das Musical Gorilla Gorilla.
Von 1972 bis 1980 lebte Ratzer in den USA, wo er mit bedeutenden Jazzmusikern wie Joe Chambers, Jeremy Steig, Dan Wall, Bob Mintzer, Gary Anderson, Claudio Roditi, Sal Nistico, Steve Grossmann, Ray Mantilla und Eddie Gomez in diversen Zusammenstellungen auftrat und veröffentlichte. Die wichtigsten Stationen stellten New York, Chicago und Atlanta dar. Es war der Trompeter Chet Baker, der Ratzer 1979 im Rahmen einer Tournee zurück nach Europa brachte.
Zurück in Wien folgten ab den frühen 1980er Jahren zahlreiche Kollaborationen mit hochrangigen Jazzmusikern wie Fritz Pauer, Hans Koller, Art Farmer, Eddie Lockjaw Davis, Lee Konitz, Clark Terry, Franz Kogelmann, Hans Salomon und Johnny Griffin, außerdem mit Chaka Khan sowie den Wienerliedlegenden Karl Hodina und Tommy Hojsa. Ratzer war musikalischer Direktor und eines der vier Gründungsmitglieder des Wiener Jazzclubs Camarillo (1988–89). Von 1999 bis 2003 unterrichtete Ratzer als Gastprofessor für Jazz-Gitarre an der Hochschule für Musik und darstellende Kunst in Graz, 2004 wechselte er als Dozent an das Vienna Music Institute.
Seit 2010 tritt Karl Ratzer vorrangig mit den Musikern Ed Neumeister (Posaune), Johannes Enders (Tenorsaxophon), Peter Herbert (Bass), Howard Curtis (Schlagzeug), Andreas Werth (Orgel) und Margarethe Herberts eXtracello in verschiedenen Formationen in Erscheinung.

## Preise und Auszeichnungen
Im Jahr 2017 wird Ratzers CD My Time für den Amadeus Austrian Music Award in der Kategorie Jazz / World / Blues nominiert. Am 23. Januar 2002 wurde ihm für seine Verdienste um die Musik die Ehrenmedaille der Bundeshauptstadt Wien verliehen. Am 26. Januar 2022 ehrte ihn die Republik Österreich mit dem Berufstitel Professor.
Am 7. Juli 2022 erhielt Ratzer das Goldene Verdienstzeichen des Landes Wien. Im Rahmen der Amadeus-Verleihung 2023 wird ihm der Amadeus für sein musikalisches Lebenswerk zuerkannt.

## Diskografische Hinweise (Auswahl)
- 1966 - The Slaves, Shut Up (Philips)
- 1968 - Charles Ryder Corporation, White Flames (Decca)
- 1971 - Gipsy Love (BASF)
- 1972 - Gipsy Love, Here We Come (PAN)
- 1973 - Herman Foretich and The Atlanta Swing Band
- 1978 - In Search of the Ghost (Vanguard Records)
- 1978 - Mantilla mit Ray Mantilla (Inner City)
- 1979 - Street Talk (Vanguard Records)
- 1979 - Fingerprints (CMP Rexords)
- 1979 - Dancing on a String (CMP Records)
- 1981 - Chet Baker in Paris (West Wind)
- 1981 - A Fool for Your Sake (GIG Records)
- 1982 - Electric Finger (RST Records)
- 1982 - Gitarre (Genie & Geschichten)
- 1982 - Land Of Dreams mit Eddie Lockjaw Davis (Tilly Records)
- 1984 - Happy Floating (RST Records)
- 1985 - Gitarrenfeuer (Bellaphon Records)
- 1986 - Serenade (RST Records)
- 1991 - A Man and His Guitar (Bellaphon)
- 1991 - Gumbo Dive (RST Records)
- 1993 - Waltz for Ann mit Art Farmer (Bellaphon)
- 1993 - Bayou (Bellaphon)
- 1995 - Coasting mit Chaka Khan (Bellaphon)
- 1997 - Saturn Returning mit Dan Wall (enja)
- 1998 - Telecats I (mit Frank Diez und Tom Principato) (inakustik)
- 1998 - Moondancer (enja)
- 1999 - Das Märchen Und Der Blues mit Michael Köhlmeier
- 2000 - Real to Reel mit Carl Verheyen
- 2004 - All the Way (enja)
- 2011 - You’ve Changed (organic music)
- 2014 - Underground System (organic music)
- 2016 - My Time (organic music)
- 2017 - Tears (organic music)
- 2017 - Midnight Whistler mit Johannes Enders (organic music)
- 2018 - Early Ratzer (monkey music)
- 2019 - Occasion (monkey music)
- 2021 - Alone Together mit Ed Neumeister (Enja)[9]
- 2022 - Organic Stew (IN+OUT Records)
- 2025 - Organic Stew II (IN+OUT Records)
- 2025 - Vienna Red (IN+OUT Records)